# Wicked City
Wicked City (japanska 妖獣都市) är en japansk animerad skräck-fantasyfilm från 1987 av Yoshiaki Kawajiri och producerad av Madhouse.

## Rollfigurer
- Renzaburo Taki spelas av Yusaku Yara
- Makie spelas av Toshiko Fujita
- Giuseppe Mayart spelas av Ichirō Nagai
- Mr. Shadow spelas av Takeshi Aono